# 伊万·费利佩·席尔瓦
伊万·费利佩·席尔瓦·莫拉莱斯（西班牙語：Iván Felipe Silva Morales，1996年2月8日—）生于马坦萨斯，是一名古巴男子柔道运动员。他的表亲Yordanis Fernández是一名残奥柔道选手。他七岁时开始在自己的家乡练习柔道，在他的教练离开古巴后，他暂时放弃了柔道，一度练习棒球，但后来他再次开始练习柔道。他原先主攻81公斤级，但在2017年决定改变重量级别，增重主攻90公斤级。